# Biblioteca Central Alemã para Cegos
A Biblioteca Central Alemã para Cegos (em alemão: Deutsches Zentrum für barrierefreies Lesen, antiga Deutsche Zentralbücherei für Blinde), abreviada DZB, é uma biblioteca pública para deficientes visuais localizada na cidade de Leipzig, Saxônia, Alemanha. Sua coleção de 72.300 títulos está entre as maiores dos países de língua alemã.